# Alexei Krylov
Alexei Nikolaievich Krylov (em russo:  Алексей Николаевич Крылов) (Oblast de Ulianovsk, 15 de agosto de 1863 — São Petersburgo, 26 de outubro de 1945) foi um matemático e engenheiro naval russo.

## Vida

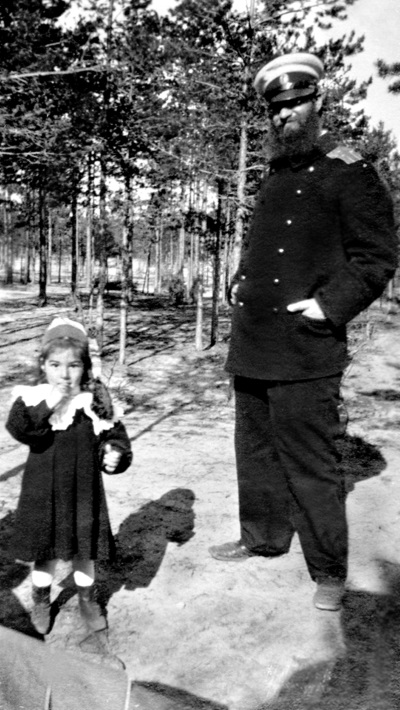
Alexei Krylov com sua filha Anna, depois Anna Kapitsa, mulher de Pyotr Kapitsa, 1904

Krylov entrou em um Colégio Naval em 1878 e terminou com distinção em 1884. Lá ele fez o seu primeiro trabalho científico com Ivan de Collong sobre os desvios de bússolas magnéticas; mais tarde ele publicou importantes obras relacionadas com a dinâmica do bússola magnética e propôs o dromoscópio, um dispositivo que automaticamente calcula o desvio de uma bússola. Ele também foi um pioneiro do girocompasso ou bússola giroscópica, sendo o primeiro a criar uma teoria completa do mesmo. 

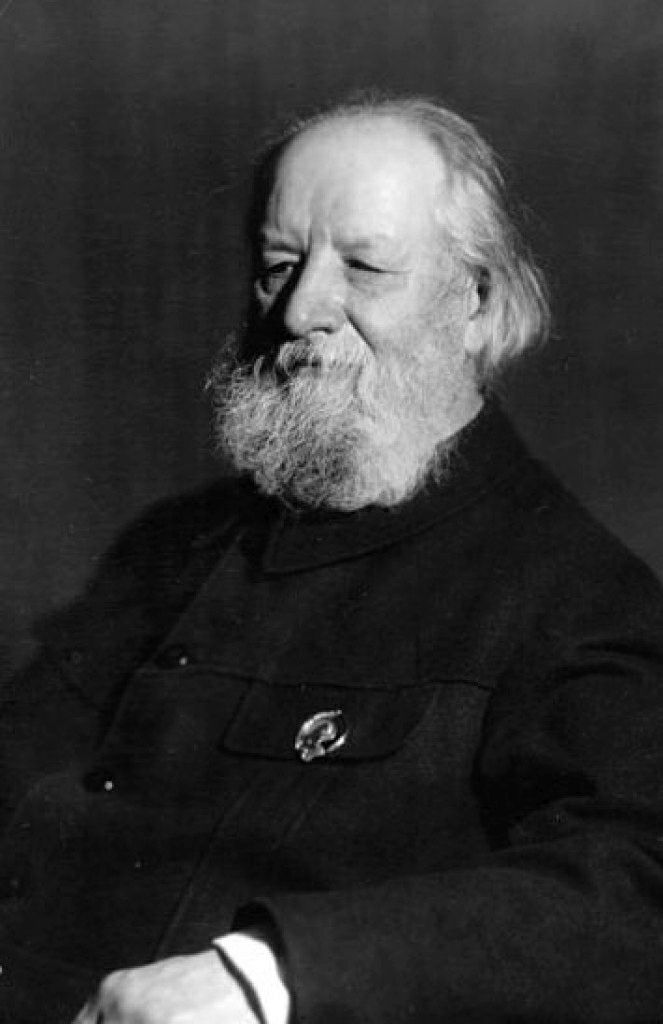
Alexei Krylov na década de 1930

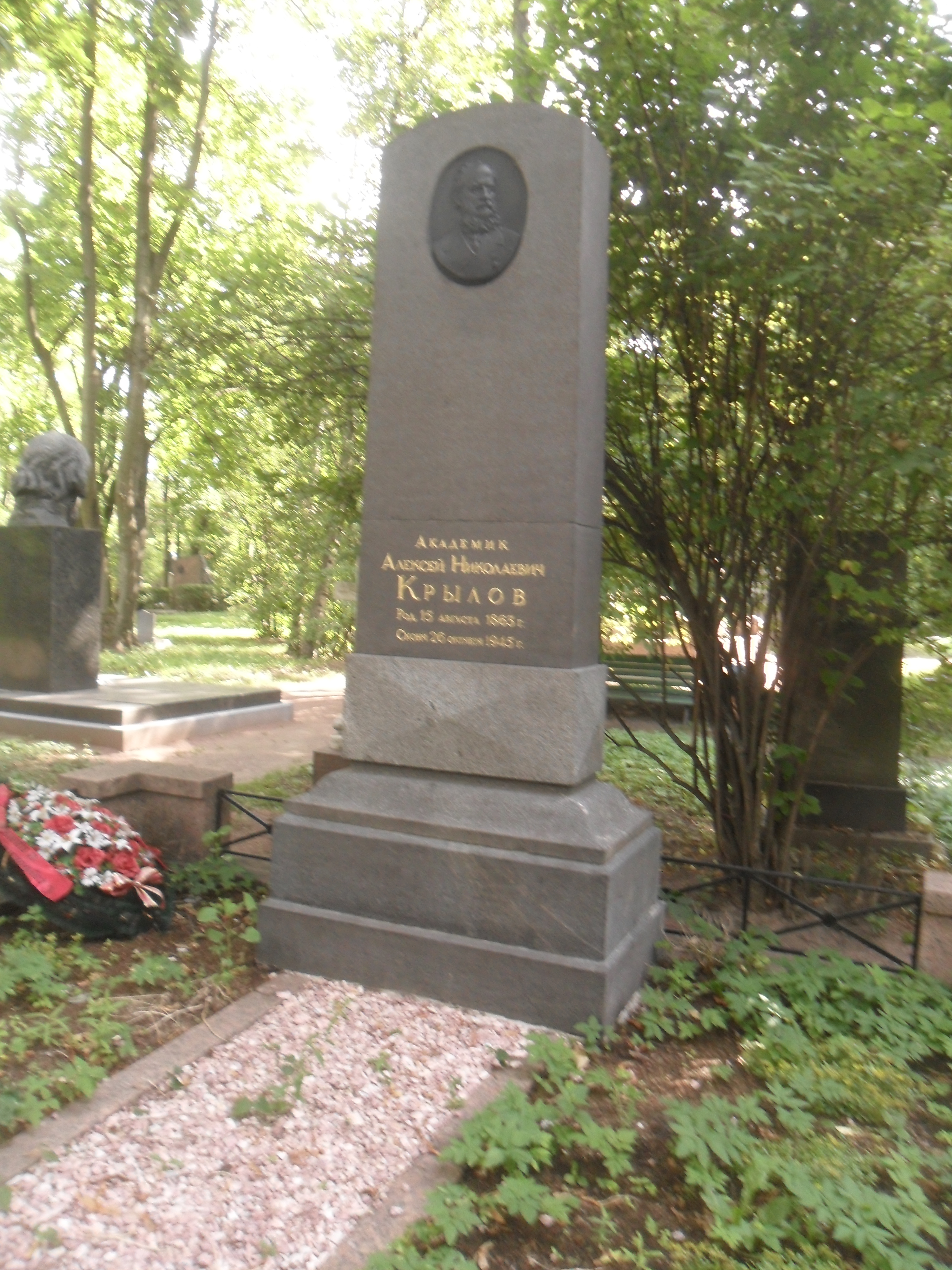
Sepultura no Cemitério de Volkovo

Foi sepultado no cemitério de Volkovo, em São Petersburgo.

## Obras
- Vorlesungen über Näherungsrechnungen, 1911, 3. Edição 1935
- Über einige Differentialgleichungen der mathematischen Physik die Anwendungen auf technische Probleme haben, 1913, 2. Edição 1932
- Schwingungen von Schiffen, 1936
- Gedanken und Materialien zur Lehre der Mechanik 1943
- Gesammelte Werke, 1948